# Anajatuba
Anajatuba es un municipio brasileño situado en el estado del Maranhão. Según el censo de 2022, tiene una población de 25 322 habitantes.
Era una antigua aldea indígena que fue elevada la categoría de villa en 1854, entonces desmembrada del municipio de Itapecuru-Mirim. En 1933 el municipio fue extinto y anexado al territorio de Rosário. En 1938 Anajatuba, que en la lengua tupí significa abundante en anajás, fue elevada a la categoría de ciudad.

## Puntos turísticos
Los cerros del Rosario, Pacoval, de la Unión e Igarapé de la Assutinga hacen de Anajatuba una opción para el turismo ecológico.
Otras atracciones son los festejos de la patrona Nuestra Señora del Rosario (en noviembre) y el festival del cangrejo, así como la fiesta de São Benedito.